# Josephine Conger-Kaneko

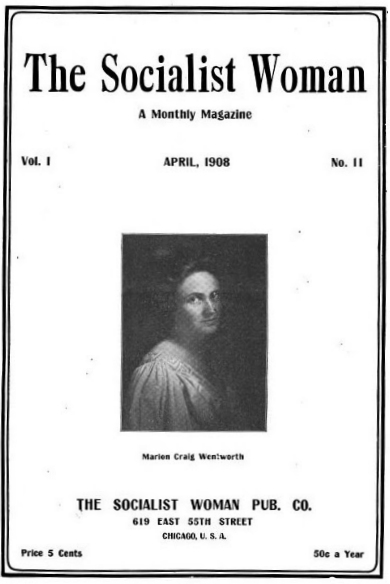
Portada de la revista The Socialist Woman con la dramaturga Marion Craig Wentworth, abril de 1908

Josephine Conger-Kaneko (Centralia, 5 de mayo de 1875-28 de julio de 1934) fue una periodista y escritora estadounidense.

## Biografía
Después de asistir al Ruskin College en Trenton, Missouri, se convirtió en socialista y se unió al equipo de Appeal to Reason, un periódico en Girard, Kansas. En 1907, comenzó a publicar una revista femenina independiente llamada The Socialist Woman. Dos años después, el nombre se cambió a The Progressive Woman (1909-1913) y se renombró nuevamente como The Coming Nation (1913-1914). Conger creía que los hombres y las mujeres eran iguales y que las diferencias sexuales eran impuestas por la sociedad. En 1905, se casó con Kiichi Kaneko, un socialista japonés.
Después de 1914, Conger se mudó a Chicago donde continuó publicando The Coming Nation. Continuó con esta actividad durante un par de años. La colección más extensa de las escrituras de Conger, las publicadas en The Appeal to Reason, se encuentra en la Universidad Estatal de Pittsburg en Kansas. Después de la Primera Guerra Mundial, se retiró de la política.

## Obra
- 1909 – Una pequeña hermana de los pobres. Progressive Woman Publishing Company.
- 1911 – La esclavitud de la mujer: su camino hacia la libertad. Progressive Woman Publishing Company.
- 1918 – La voz de la mujer: una antología. Boston: The Stratford Company.

### Artículos seleccionados
- "The 'Effeminization' of the United States". The World's Work 12. Mayo-octubre de 1906.
- "The Economic Dependence of Husbands". The Socialist Woman 6. Noviembre de 1907.